# الأميرة ألكسندرا، سعادة السيدة أوجلفي
الأميرة ألكسندرا سعادة السيدة أوجيلفي (بالإنجليزية: Princess Alexandra, The Honourable Lady Ogilvy) (ألكسندرا هيلين اليزابيث أولغا ؛ 25 ديسمبر 1936) هي أصغر حفيدة للملك جورج الخامس والملكة ماري.

## روابط خارجية
- الأميرة ألكسندرا، سعادة السيدة أوجلفي على موقع مونزينجر (الألمانية)